# Roger Westberg

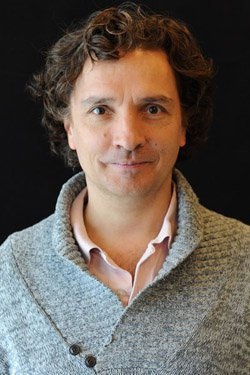
Roger Westberg Foto Pär Åkesson

Roger Westberg, född 12 juni 1959, är en svensk skådespelare, regissör, manusförfattare och teaterpedagog. Han är sedan 2007 teaterchef på Boulevardteatern.
Westberg utbildade sig 1975–1976 på Skara Skolscen och 1977–1980 på Mim-linjen. Hans främsta inspiratörer som lärare har varit professor Stanislaw Brosowski (mim), Keith Johnstone (improvisation), Philippe Gaulier (clown), Carlo Boso (commedia dell arte). 
Åren 1983–1995 var han konstnärlig ledare på Teater Pero tillsammans med Peter Engkvist. Detta lyckosamma samarbete ledde bland annat fram till att man erhöll Regeringens Barn- och Ungdomsteaterpris på 100 000 kronor.
Åren 1988–1989 var Westberg med i sjutimmarsföreställningen Den stora vreden i regi av Peter Oskarson på Folkteatern i Gävleborg.
Från 1995 har Roger Westberg lett sin egen ensemble i bland annat komedi- och folkbildningsprojektet De Komprimerade Pjäserna. Detta var en trilogi om fyra pjäser:
- William Shakespeares samlade verk – 37 pjäser på 97 minuter[3]
- Världens bästa böcker – 86 böcker på 98 minuter [4]
- Bibeln - Guds samlade verk på 99 minuter
- Sveriges historia – 1000 år på 100 minuter[5]

Bland andra produktioner märks Dr. Knup och Mr Crazy Hat eller den 3:e gästen (på Nybropaviljongen) I väntan på Godot (regi Judith Hollander) med Anders Alnemark och Per Ragnar samt Stenar i fickan (regi Ian McElhinney) med Anders Alnemark. Roger Westberg och Alnemark spelade dessutom under många år ett par hundra föreställningar tillsammans i Keith Johnstones uppsättning av Robinson Crusoe.
Under 2010 har han även arbetat på Maximteatern som skådespelare i Alice i underlandet där han spelar alla roller förutom Alice, som spelades av Amy Diamond.
Westberg har regisserat ett tjugotal pjäser.